# Metaphidippus apicalis
Metaphidippus apicalis är en spindelart som beskrevs av Pickard-Cambridge F. 1901. Metaphidippus apicalis ingår i släktet Metaphidippus och familjen hoppspindlar. Inga underarter finns listade i Catalogue of Life.